# 레밍턴 M700
레밍턴 700(영어: Remington Model 700)은 미국의 총기 제작사인 레밍턴의 수렵총(Hunting rifle)이다. 레밍턴 700은  윈체스터 1894, 마르린 336에 이은, 미국 역사상 베스트셀러 3위의 소총이다. 볼트 액션 소총으로는 미국 역사상 베스트셀러 1위 소총이다.

## 소개
1962년부터 생산하고 있으며, 가격은 약 150만원 정도 한다. 온라인 판매상점의 가격표를 보면, 레밍턴 700 시리즈는 50만원 대부터 200만원대까지 다양한 제품이 있다. 대구경탄인 .338 라푸아 매그넘을 사용하여 유효사거리가 1500m나 되는 버전이 200만원 정도 한다.
레밍턴은 레밍턴 경찰용(Remington Law Enforcement)과 레밍턴 군사용(Remington Military)의 상표로, 군사용과 경찰용으로도 마케팅을 하고 있다. 레밍턴 700의 경찰용 버전은 700P라 부르며, 정부가 요구하는 정확도, 핸들링, 외관을 선호하는 일반 사격인과 사냥꾼들에게 매우 인기가 있다. 성공적인 파생 모델인 미국 육군의 M24 SWS와 미국 해병대의 M40의 디자인과 기능을 채용했다.
여러 다른 나라들과 같이, 미국 경찰의 약 90% 정도가 이 소총을 저격총으로 사용한다. 레밍턴 사에 의하면, 특별히 700PSS 모델(현재는 700P 모델이라고 함)이라고 부른다고 한다.
700P 모델은 표준 700P 모델과 700P 경량 전술형 소총(700P Light Tactical Rifle)의 두 가지가 있으며, 두 소총은 모두 망원 조준경, 양각대, 운반용 가방을 포함하는 전술 무기 장비(Tactical Weapons System)패키지로도 판매한다.
모두 같은 리시버에 기반을 두고 있다. 레밍턴 700 시리즈는 센터파이어에 볼트 액션 방식을 사용하며, 3,4,5발의 내부 탄창을 가지고 있다. 그리고 다른 회사의 망원 조준경과 소총 개머리판을 장착할 수 있다. 그리고 몇몇 모델은  양각대, 멜빵 등의 기타 악세사리를 장착할 수 있으며, 때로는 더 빠른 재장전을 위해 탈착식 탄창을 사용할 수도 있다.
레밍턴은 미국 육군의 M24 SWS에 기본으로 채택된 레오폴드 마크IV M3 10 x 40 mm 망원 조준경(무게 340 g, 120 만원)도 옵션으로 판매하고 있다.

## 대중문화
로블록스 팬덤포스에 12랭크 저격총으로 나온다

## 사용 국가
오스트레일리아
 캐나다
 인도네시아
 말레이시아
 필리핀
 미국
 파키스탄

## 같이 보기
- M24 SWS
- M40 저격총
- 천보총
- 저격총
- 지정사수
- 저격
- 볼트액션
- 총
- 화기